# Kromsdorf
Kromsdorf est une commune allemande de l'arrondissement du Pays-de-Weimar, Land de Thuringe.

## Géographie
La commune comprend principalement deux quartiers : Kromsdorf-Nord (auparavant Großkromsdorf) dans la vallée de l'Ilm et Kromsdorf-Süd (Kleinkromsdorf) sur le mont. Après 1991, Kromsdorf-Nord se compose de Denstedt, devenu un quartier résidentiel.
|        | Wohlsborn   |                   |
| Weimar | Kromsdorf   | Ilmtal-Weinstraße |
|        | Umpferstedt | Wiegendorf        |

## Histoire
Kromsdorf est mentionné pour la première fois en 1150 et Denstedt en 1170.
Le château de Kromsdorf date de la Renaissance, celui de Denstedt est un château-fort. Dans l'église de Denstedt, on peut entendre un orgue de Johann Gottlob Töpfer que Franz Liszt utilisait pour sa musique pour orgue.
au cimetière de Kromsdorf-Nord, une pierre commémorative symbolise le charnier de dix-huit prisonniers inconnus des camps de concentration nazis assassinés par la SS lors d'une marche de la mort du camp de concentration d'Ohrdruf à Buchenwald.

## Source de la traduction
- (de) Cet article est partiellement ou en totalité issu de l’article de Wikipédia en allemand intitulé « Kromsdorf » (voir la liste des auteurs).